# Hisajo Sugita
Hisajo Sugita (杉田 久女, Sugita Hisajo, 30 de mayo de 1890 - 21 de enero de 1946) fue una poeta japonesa especializada en haiku. 
Junto a Kana Hasegawa y Shizunojo Takeshita, fue una de las primeras mujeres en producir haiku moderno. Se la considera al mismo nivel que sus contemporáneos masculinos, y su obra es conocida por la belleza de sus frases.
Tuvo una vida familiar difícil y una relación turbulenta con su mentor, el poeta Kyoshi Takahama. Su trágica vida se convirtió a menudo en la fuente de su obra.

## Biografía

### Primeros años
Hisajo Sugita (su nombre de pila fue Hisa) nació en la ciudad de Kagoshima, en la prefectura japonesa de Kagoshima, en 1890. Su nombre de nacimiento era Hisa, no Hisajo. Era la tercera hija de Renzo Akahori, ministro de Finanzas, y su esposa, Sayo. Su padre era trasladado con frecuencia a distintos lugares por motivos de trabajo, por lo que antes de cumplir los 12 años Sugita había vivido en Naha (Okinawa), Chiayi (Taiwán) y Taipéi. En 1908 se graduó en la Escuela Normal Superior Femenina de Tokio (actual Instituto Universitario de Ochanomizu).
En 1909 se casó con Udai Sugita, profesor de arte y pintor. Hisajo dijo que siempre había soñado con casarse con un pintor. La pareja se trasladó a Kokura, en la prefectura de Fukuoka (actual Kitakyushu), donde su marido había sido contratado como profesor.
En 1911 dio a luz a su primera hija, Masako. Cinco años más tarde nació su segunda hija, Mitsuko.

## Carrera como haijin y turbulenta vida familiar
El hermano mayor de Sugita, Gessen Akahori, que era poeta de haiku, vino a vivir con ella en 1917. Fue entonces cuando la introdujo en la escritura de haiku.
Sugita quería ser novelista, pero quedó fascinada con la forma del haiku. Empezó a escribir para la revista literaria japonesa Hototogisu, donde publicó su primer poema en 1917. En mayo de ese año, conoció a Kyoshi Takahama en una reunión de poetas de haiku organizada por Misako Ijima. Para entonces, su marido había dejado de producir arte y ella se sentía decepcionada por su vida con él. En su lugar, se convirtió en una ferviente admiradora de Takahama, que se convirtió en su mentor. Corrían rumores de un romance.
En 1920, cuando Sugita empezó a sufrir una enfermedad renal, también empezó a hablar de divorcio. Pero su marido se negó a aceptarlo. Culpó de la discordia familiar a la concentración de Sugita en su trabajo, y ella dejó temporalmente de escribir haikus.
En 1922, la pareja se bautizó y se hizo cristiana.
Con el tiempo, Sugita reanudó su trabajo y en 1930 ganó un premio nacional de haiku escénico. En 1932, fundó la revista femenina de haiku Hanai, que se publicó durante cinco números.
Sugita estaba desesperada por publicar su propio libro de poesía. Escribió una y otra vez a Takahama, rogándole que escribiera el prólogo, e incluso visitó Tokio para hacer un llamamiento personal, pero finalmente se vio obligada a archivar el proyecto. En 1936, por razones desconocidas, fue expulsada de la comunidad literaria Hototogisu junto a Sojo Hino y Zenjido Yoshioka. En ese momento, se vio incapaz de centrarse en su trabajo y cayó en una larga depresión.
Volvió a escribir en 1939, dando un sesgo más autobiográfico a sus poemas.
Según Alice Wanderer y Jaime Lorente, surge a partir de aquí la “Leyenda de Hisajo” (Hisajo densetsu), una visión negativa de su figura, promovida especialmente por Kyoshi. "Este suceso determinó su vida, pues a partir de entonces -manteniendo su fidelidad- no quiso incorporarse a ningún otro grupo de haiku y quedó varada en tierra de nadie, sin libro de poemas, desacreditada y víctima de una depresión que aceleró su muerte, producida sólo 10 años después, en 1946".

## Muerte y legado
Tras el final de la II Guerra Mundial, en octubre de 1945, Sugita fue ingresada en un hospital de Fukuoka debido a déficits nutricionales, ya que la escasez de alimentos había asolado el país. El 21 de enero de 1946 murió de una combinación de desnutrición y la enfermedad renal que padecía desde hacía tiempo. Tenía 56 años. Fue enterrada en el cementerio de la familia Sugita, en el pueblo de Obara, en la prefectura de Aichi (ahora parte de la ciudad de Toyota), y en 1957 algunas de sus cenizas fueron trasladadas al cementerio de la familia Akahori, en Matsumoto, Nagano.
No vivió para ver la publicación de su esperada colección de poesía, que su hija Masako Ishi, que se había convertido en poeta, publicó en 1952.